# Webtárhely
A webtárhely szolgáltatás (angolul shared web hosting service) egy olyan internetes szolgáltatás, ahol egy kiszolgáló szerver (webszerver) erőforrásait több felhasználó között osztják el. Minden felhasználó egy, a rendszer által dedikált tárhelyet foglal el, aminek nyilvános tartalma egyedi domain néven érhető el.
Kisebb forgalmú weboldalt költséghatékonyan lehet bérelt webtárhelyen üzemeltetni.

## Leírás
A webtárhely szolgáltatásnak általában tartalmaznia kell egy adminisztrációs felületet a nagyszámú felhasználó hatékony kezeléséhez. A webtárhely szolgáltatáshoz gyakran további szolgáltatások is járnak: e-mail postafiók szolgáltatás POP3 és IMAP, a kimenő levelezés biztosításához SMTP szerver, a domainnevek kiszolgálásához és kezeléséhez DNS adminisztráció szolgáltatás. Különleges esetekben a webtárhely szolgáltatást virtualizált szerveren VPS vagy dedikált szerveren biztosítja a szolgáltató.
A webtárhely szolgáltatás tipikusan web alapú adminisztrációs felületet biztosít a felhasználók számára. A legtöbb nagy tárhely szolgáltató saját fejlesztésű adminisztrációs rendszert használ.
A webtárhely szolgáltatók rendszerint az egyes szolgáltatásokat fizikailag elkülönített kiszolgáló rendszereken oldják meg, az ügyfélkiszolgáló, az adminisztrációs rendszer, a levelező kiszolgáló, az adatbázis szerver, a webszerver fizikailag elkülönített kiszolgálókon működik. 
A legtöbb webkiszolgáló nyílt forráskódú Linux vagy FreeBSD operációs rendszeren fut, és LAMP szervert használ. A legnagyobb szolgáltatók Microsoft Windows vagy Sun Solaris operációs rendszert használnak. Az egyes operációs rendszerekre épített szolgáltatások lényegében meghatározzák a felhasználó által elérhető technológiák csoportját is. Windows alapú webtárhely esetén a felhasználó választhat ASP.NET és Microsoft SQL Server-t, de használhatja akár az ingyenes PHP és MySQL Server támogatást is; míg LAMP szerver esetén csak PHP nyelvű weboldalakat készíthet MySQL Server vagy PostgreSQL támogatással. 
Egyre népszerűbb a JAVA, illetve Ruby alapú webtárhely szolgáltatások használata is. JAVA alapú webhoszting esetén a Sun Solaris operációs rendszer választása előnyös.
Számos webtárhely szolgáltató van világszerte, ami a felhasználók számára előnyös árversenyt eredményez. Egy általános célú weboldalt kellően alacsony áron el lehet helyezni az interneten földrajzi helytől függetlenül. Üzleti weboldalt célszerű a földrajzi helyhez közeli szolgáltatónál elhelyezni, aminek eredményeként a fizetési, számlázási vagy ügyféltámogatási problémák könnyen elkerülhetőek.

## Megvalósítás
A webtárhely szolgáltatás lehet név alapú vagy IP-cím alapú. 

### Név alapú webtárhely szolgáltatás
A név alapú webtárhely szolgáltatást nevezik osztott IP-című webtárhely szolgáltatásnak is, ugyanis egy fizikai szerveren, azonos IP-címen érhető el több weboldal is.
Amikor egy webböngésző elküld egy HTTP kérést a webszerver felé, akkor a webszerver a kérésben szereplő cím (hostname) alapján dönti el azt, hogy mely weboldalt kell a kliensnek megmutatni.

### IP-cím alapú webtárhely szolgáltatás
Az IP-cím alapú webtárhely szolgáltatást nevezik dedikált IP-című webtárhely szolgáltatásnak is. Minden webtárhely saját, egyedi IP-címmel rendelkezik.  A webszerver több fizikai vagy virtuális hálózati eszközre van konfigurálva.
A webszerver az IP-cím alapján dönti el, hogy melyik weboldalt kell megmutatni a látogatónak. Elsődleges oka a dedikált IP-cím használatának az, hogy ezen keresztül érhető el egy weboldal SSL használatával a https protokollon keresztül.

## Hátrányok
Név alapú webtárhely néhány esetben nem használható:
- Amikor a kliensek nem internetböngészőt használnak, ezért nem küldik el a hostname-t a kérésekben.
- Néhány régebbi böngésző  HTTP/1.0-t használ, és  a hostname mező csak a HTTP/1.1 protokolltól kezdődően van jelen.
- Amennyiben titkosított https kapcsolaton kell elérni a weboldalt, mert ekkor minden weboldalnak, ami ugyanazon az IP-címen érhető el, ugyanazt a digitális tanúsítványt kellene használnia. Ennek az az oka, hogy az SSL/TLS miatt a kiszolgáló titkosítva kapja meg a kliens által lekért host nevét a HTTP fejlécből, a kiszolgáló pedig csak az IP-cím alapján képes kiválasztani a kommunikáció során használatos SSL tanúsítványt. A TLS protokollt az RFC 3546 - Transport Layer Security (TLS) Extensions specifikálja. A legtöbb webtárhely szolgáltató https tárhelyet csak egyedi IP-címen biztosít, aminek további járulékos költségei vannak. (Ez a bejegyzés már elavult, a SSL tanúsítvány nem kötődik ip címhez, lehet sok név alapú tárhelyet üzemeltetni egy szerveren egyedi tanúsítvánnyal.)

## További linkek
- Webkiszolgáló
- Internet
- Weboldal
- Webszolgáltatás
- Zöld tárhely